# Oligocolius psittacocephalon
Oligocolius psittacocephalon (лат.) — вид ископаемых птиц из семейства птиц-мышей.

## История изучения
В 2013 году Геральд Майр ископаемым остаткам, найденным в Германии, дал научное название Oligocolius psittacocephalon. Они датируются поздним олигоценом. Череп птицы хорошо сохранился и имеет некоторые черты, характерные для черепов попугаев, что отличает данный вид от современных птиц-мышей. В области пищевода были найдены 8 фруктовых косточек. Место их расположения позволяет предположить, что там у птицы был зоб.